# Бранки
Бранки (чеськ. Branky) - село в Чехії, в окрузі Всетін, Злінському краї в історико-культурному регіоні Моравська Валахія. Через село проходить залізнична колія Коєтин - Валаське Межиріччя. Населення становить 971 особу. З 2001 року село є членом мікрорегіону "Валаське Межиріччя - Келечско".

## Історія
Перша писемна згадка про село припадає на 1270 рік, коли єпископ Оломоуца Бруно з Шауенбурка надав його як ленне володіння Катерині, вдові вояка Альберта Штанге, за "вірну і добровільну службу". 
У 1872 р. Герман фон Піллерсдорф купив село у архієпископства Оломоуца.